# Norra Tröshyttetjärnen
Norra Tröshyttetjärnen är en sjö i Hällefors kommun i Västmanland och ingår i Göta älvs huvudavrinningsområde. Sjöns area är 0,03 kvadratkilometer och den befinner sig 181 meter över havet.